# ¿Hasta dónde quieres llegar hoy?

Página web de Microsoft Latinoamérica con el eslogan «¿Hasta dónde quieres llegar hoy?»

“Where do you want to go today?" (en español:"¿Hasta dónde quieres llegar hoy?") fue el nombre de la segunda campaña publicitaria global de Microsoft. La campaña publicitaria, que se difundió a través de comerciales de televisión, anuncios impresos y en publicidad exterior, empezó en noviembre de 1994 a través de la agencia publicitaria Wieden+Kennedy, la firma conocida por su trabajo en las campañas publicitarias de Nike. El periódico The New York Times lo describe como "un atractivo enfoque humanista para desmitificar la tecnología", hizo que Microsoft gastara $100 millones durante julio de 1995, de los cuales $25 millones se gastaron durante la temporada de compras navideñas en diciembre de 1994.
Tony Kaye dirigió una serie de comerciales de televisión grabados en Hong Kong, Praga y Nueva York que mostraban a varias personas de distintas áreas y empresas usando sus PC. Los spots publicitarios primero se transmitieron en Australia el 13 de noviembre, al día siguiente (el 14 de noviembre) se transmitieron en los Estados Unidos y Canadá, y por último se transmitió en el Reino Unido, Francia y Alemania. Un anuncio impreso de ocho páginas describe la computadora como "una oportunidad que se encuentra abierta para todos" que "[facilita] el flujo de la información para que las buenas ideas, de donde vengan, puedan ser compartidas", y fue publicada en las revistas más importantes del mercado, incluyendo National Geographic, Newsweek, People, Rolling Stone y Sports Illustrated.
En agosto de 1995, el periódico The New York Times comunicó que la reacción a la campaña publicitaria de Microsoft en la prensa comercial publicitaria había sido "tibia" y citó a Brad Johnson de Advertising Age diciendo que "Microsoft está en la versión 1.0 de la publicidad. Microsoft no se queda atrás. Seguirá mejorando su publicidad". Steve Ballmer, entonces vicepresidente ejecutivo de Microsoft, reconoció que la reacción a la campaña publicitaria había sido "fría".
En junio de 1999, Microsoft anunció que ya finalizaría la relación de casi 5 años con Wieden+Kennedy, transfiriendo $100 millones en facturación a McCann Erickson Worldwide Advertising en una división que The New York Times la describió como mutua. Dan Wieden, presidente y director creativo de la agencia de publicidad, caracterizó la relación con Microsoft como "intensa" y dijo que había "seguido su curso".